# Las Manchas (La Palma)
Koordinaten: 28° 36′ 5″ N, 17° 52′ 48″ W

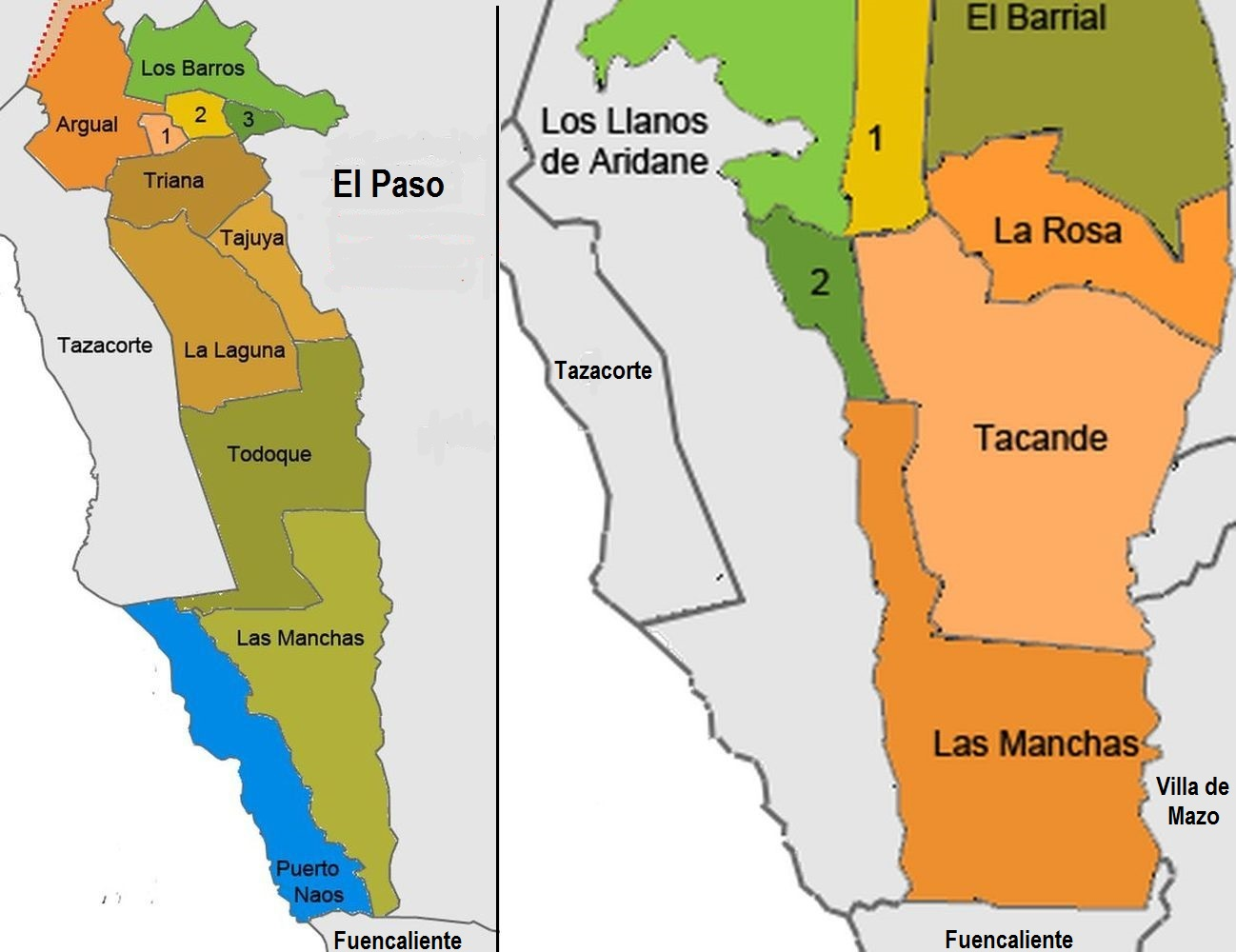
Barrio Las Manchas in der Gemeinde Los Llanos de Aridane (links) und Barrio Las Manchas in der Gemeinde El Paso (rechts)

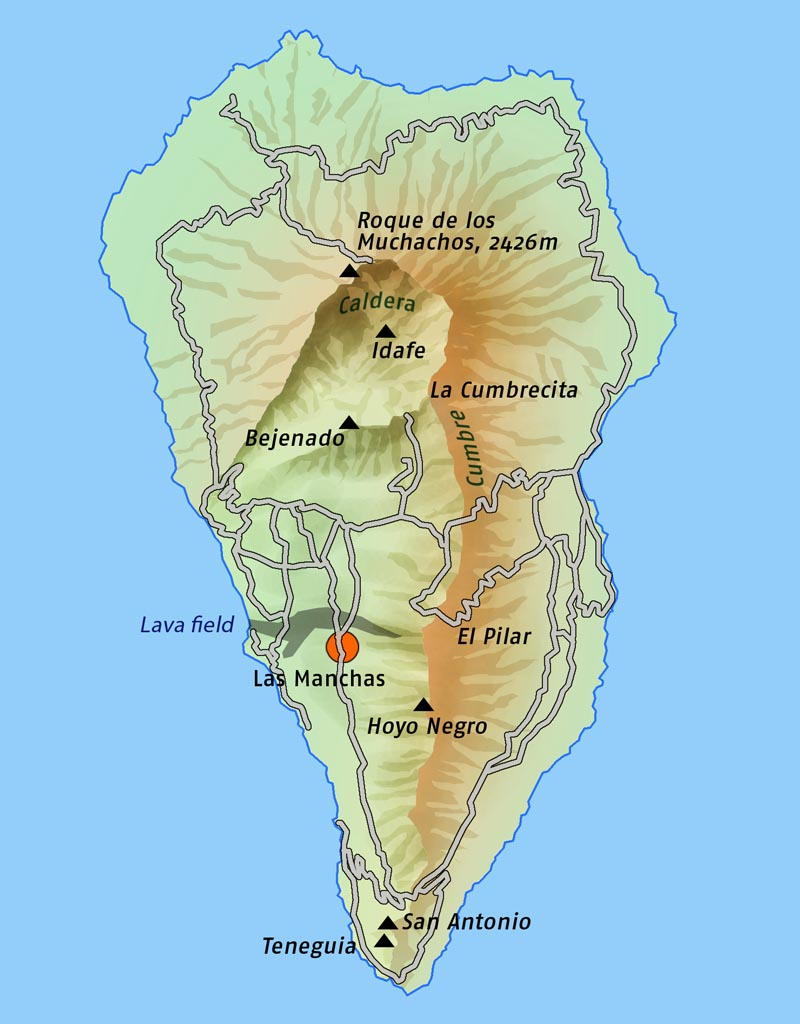
Lage der beiden Dorfteile von Las Manchas auf La Palma
(geteilt von der Durchgangsstraße Nord-Süd)

Las Manchas (Die Flecken) ist der Name zweier Gemeindeteile (Barrios), einmal von Los Llanos de Aridane und nochmals von El Paso auf der Kanarischen Insel La Palma. Die Doppelung entstand 1837 aufgrund der Abtrennung der Gemeinde El Paso von der Gemeinde Los Llanos de Aridane. Damals führte die Grenze zwischen den Gemeinden entlang des Camino Real, aus dem mittlerweile die Straße LP-2 wurde. Zur Unterscheidung wird der verbliebene westliche Ortsteil seitdem Las Manchas de Abajo und der abgetretene östliche Teil San Nicolás (de las Manchas) genannt. Die relativ weit ausgedehnten und dünn besiedelten Barrios werden aber unterschiedslos Las Manchas genannt.

## Lage
Beide Barrios grenzen im Norden an Todoque (Gemeinde Los Llanos de Aridane). Las Manchas (El Paso) grenzt im Norden auch an Tajuya und Tacande (beide Gemeinde El Paso), im Osten (auf dem Grat der Cumbre Vieja) an die Gemeinde Villa de Mazo und im Süden an die Gemeinde Fuencaliente. Las Manchas (Los Llanos de Aridane) grenzt im Süden gleichfalls an die Gemeinde Fuencaliente, im Westen grenzt es an Puerto Naos (Gemeinde Los Llanos de Aridane). Im Süden reichen beide Gemeindeteile Las Manchas in die geschützte Landschaft (Paiseje Protegido) Tamanca hinein, die teils von historischen Ausbrüchen der Vulkane von Jedey (1585) und El Charco (1712) und des prähistorischen Vulkans Búcaro geprägt ist.

## Geschichte
Das Gebiet von Las Manchas dominierte seit dem 17. Jahrhundert eine der Haziendas der palmerischen Großgrundbesitzer-Familie Massieu; Nicolás Massieu Van Dalle y Ranz ließ auch das Kirchlein Ermita de San Nicolás de Bari erbauen.
1871 ergriffen mehrere Bewohner von Las Manchas die Initiative und forderten eine Ausgliederung aus den Gemeinden El Paso und Los Llanos; sie schlugen vergeblich vor, eine neue Gemeinde mit dem Namen San Nicolás de Las Manchas zu bilden. Aufgrund harter wirtschaftlicher Bedingungen wanderten viele Menschen bis in die 1950er Jahre zunächst nach Kuba, später nach Venezuela aus.
Auf Initiative von José Antonio Jiménez (1873–1946) wurde Las Manchas bereits zu Beginn des Jahrhunderts mit Trinkwasser aus einer Leitung von El Paso aus versorgt. 1935 wurde ein eigener Friedhof beim Montaña de Cogote angelegt.
Bei der San Juan-Eruption 1949 entstand an der Westflanke der Cumbre Vieja im Barrio Tacande in 1300 m Höhe der Spaltenvulkan Hoyo del Banco (auch Llano del Banco, meist aber als Vulkan San Juan bezeichnet). Die austretende Lava querte auf ihrem Weg westwärts zum Meer nacheinander die beiden Barrios. Der erste, steile Teil und im Barrio Las Manchas (El Paso) gelegene Lavafluss wird lokal Coladas de San Juan (dt. Lavafluss des San Juan) genannt, der mittlere, breitere und flachere in Las Manchas (Los Llanos de Aridane) gelegene Teil Malpaís de Las Manchas. Die Verringerung der Nutzfläche machte das Wirtschaften noch schwieriger. Der Lavastrom von 1949 ist in beiden Barrios überwiegend noch nicht überwachsen und prägt die Landschaft.

## Einwohnerzahl der beiden Barrios
Stand 1. Januar 2013:

### Las Manchas (Los Llanos)
- Cuatro Caminos: 178
- Las Manchas de Abajo: 186
- Jedey: 49
- in verstreuten Häusern: 476

### Las Manchas (El Paso)
- El Paraiso: 295
- San Nicolas: 248
- Jedey: 116

## Naturräumliche Lage und Wirtschaft
Der Name Las Manchas entstand, um die kleinen, wenig wertvollen Anbauflächen zu bezeichnen, die von vulkanischem Terrain und unbewirtschaftetem Ödland umgeben sind. In Las Manchas dominiert die Landwirtschaft, für die Wasser ein limitierender Faktor ist. Die geografische Lage am Westhang von La Palma führt dazu, dass es keinen durch die Passatwinde verursachten Regen gibt. Zudem führt die Höhe von etwa 500 m über dem Meeresspiegel zu hohen Temperaturen im Sommer und vergleichsweise kühlen Wintern. Die Quellen der Caldera, aus denen schon bald nach der Eroberung das Valle Aridane über Wasserleitungen versorgt wurde, konnten aufgrund der Entfernung und der Höhendifferenz nicht genutzt werden.
Dies führte zu einer Konzentration auf Weinbau. Bereits die Hazienda der Massieus beruhte auf Wein, daneben waren damals auch Obstbäume in Kultur. Die örtlichen Weinkellereien produzieren heute D.O.-Weine.
In den letzten Jahren hat sich zudem die Produktion von D.O.-Ziegenkäse (Queso palmero) etabliert.

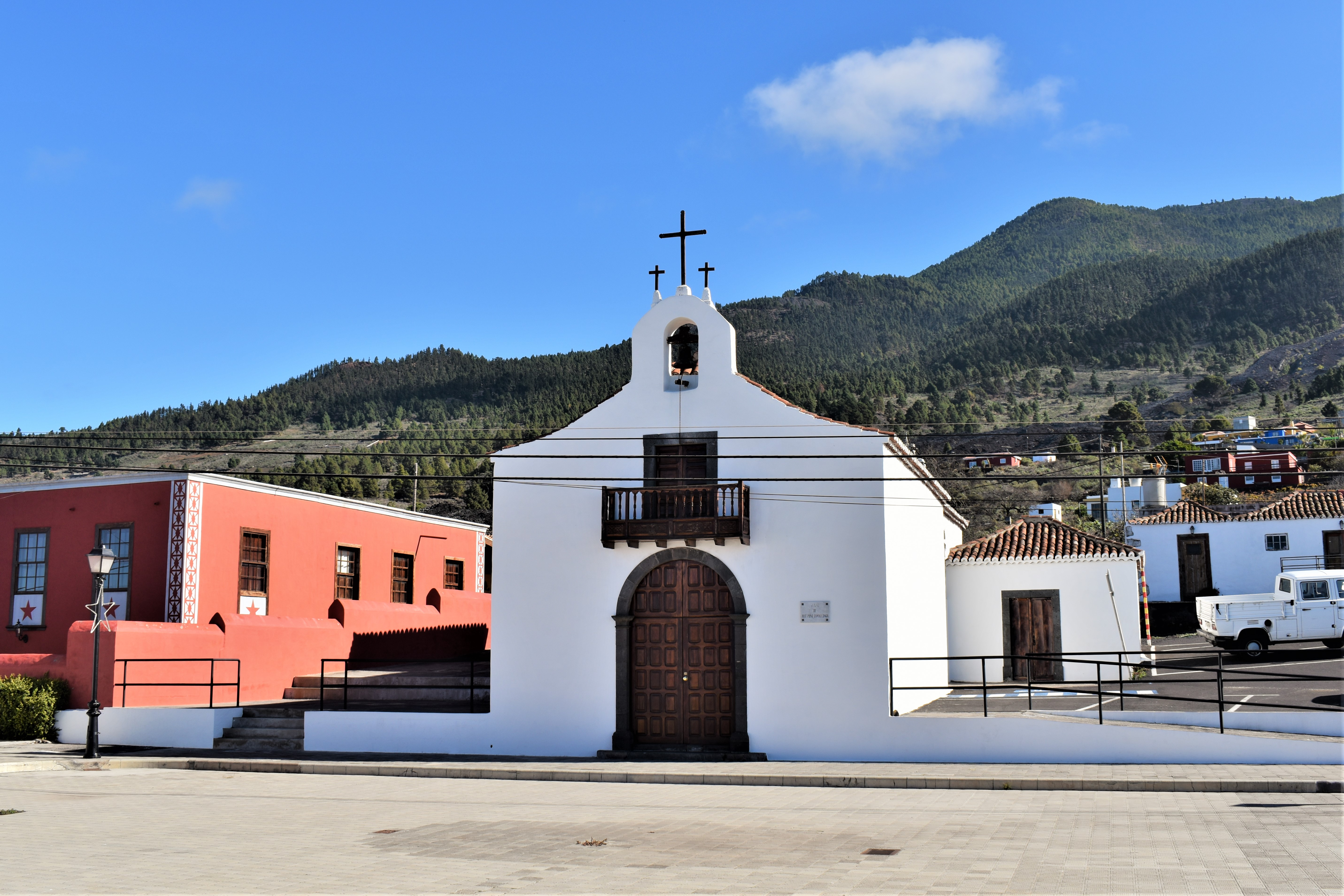
Ermita de San Nicolás de Bari in San Nicolás

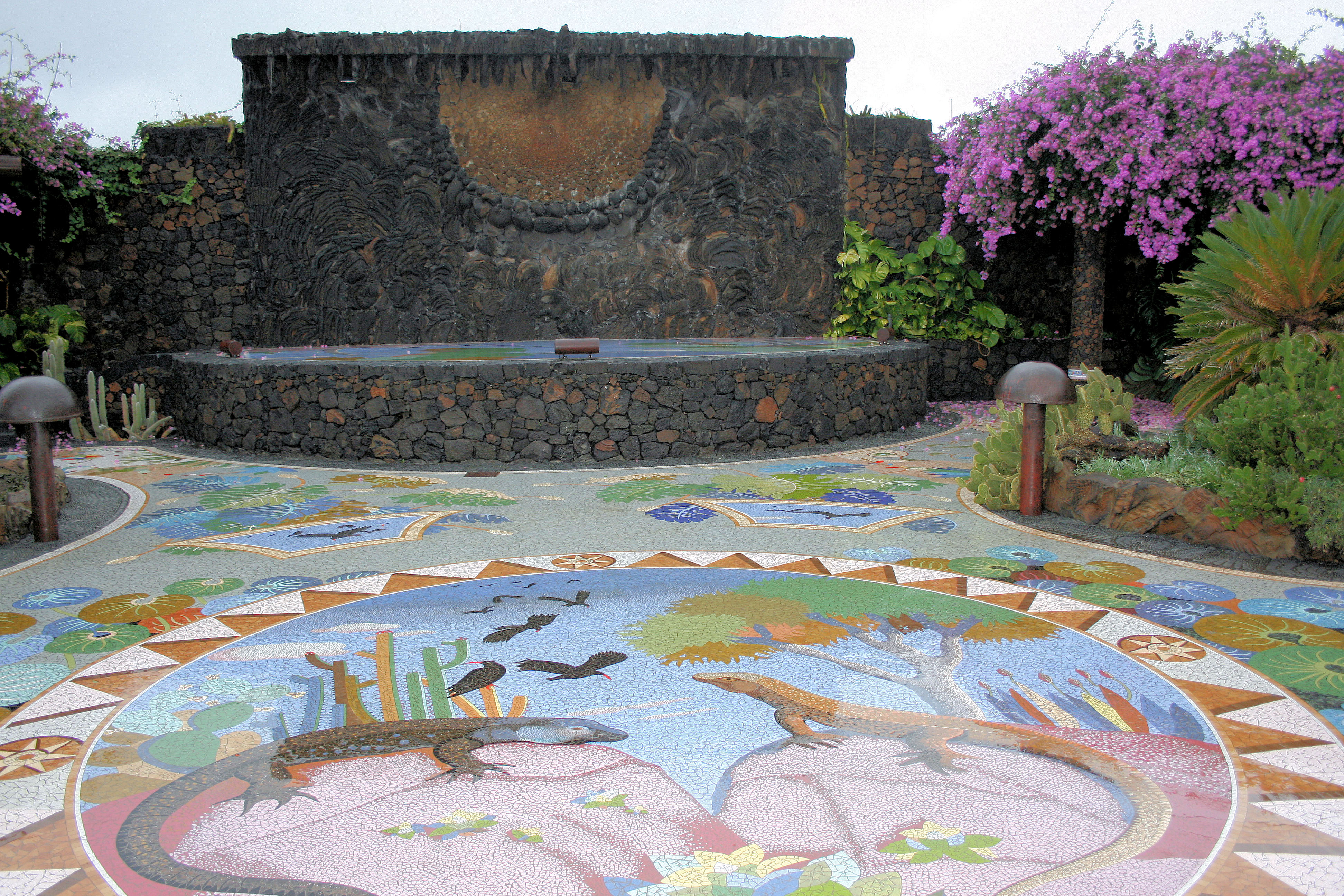
Die Plaza de La Glorieta in Las Manchas (Los Llanos de Aridane)

## Sehenswürdigkeiten

### Ermita de San Nicolás
Nicolás Massieu Van Dalle y Ranz (1618–1696), ein spanischer Militäroffizier und Geschäftsmann, der auf La Palma sein Vermögen im Zuckerrohrgeschäft machte, verfügte in seinem Testament den Bau einer Kapelle auf dem Gelände der Hacienda de las Manchas. Seine Erben ließen die Kirche erbauen, die wie vorab vom Stifter festgelegt, dem Nikolaus von Bari geweiht wurde. In der Kirche befinden sich Bilder, die die Familie aus ihren anderen Besitztümern mitgebracht hat, und ein schönes Altarbild. Die ältesten Werke aus der Zeit, als die Einsiedelei im frühen 18. Jahrhundert gebaut wurde, stammen vermutlich von einem sevillanischen Bildhauer, Benito de Hita y Castillo (n. 1714–1784). Seit dem 31. Mai 1996 ist die Kapelle als Kunstdenkmal geschützt.
Die Lava des Vulkans San Juan 1949 floss um dieses Kirchlein herum, was zur Bildung von Mythen geführt hat: Am Rande des Lavaflusses steht eine Statue der Jungfrau Maria aus weißen Granit, auf deren Fürsprache hin angeblich die Kirche geschützt wurde.

### Portada de Cogote
Ein Eingangstor aus dem 17. Jahrhundert nur wenig nördlich des Montaña Cogote war ein Überrest der Hazienda der Familie Massieu. Es wurde beim Vulkanausbruch 2021 unter dem Lavafluss begraben.

### Plaza de La Glorieta
Die Plaza de La Glorieta ist ein von dem palmerischen Künstler Luis Morera gestalteter Platz in Cuatro Caminos.

### Weinmuseum
Das Weinmuseum La Palmas (Casa Museo del Vino) befindet sich in unmittelbarer Nähe der Plaza de La Glorieta in  Cuatro Caminos. Seine Ausstellung illustriert mit vielen Bildern, Videos und Gegenständen die Geschichte des Weinbaus auf La Palma. Es bietet auch die Verkostung palmerischer D.O.-Weine an.

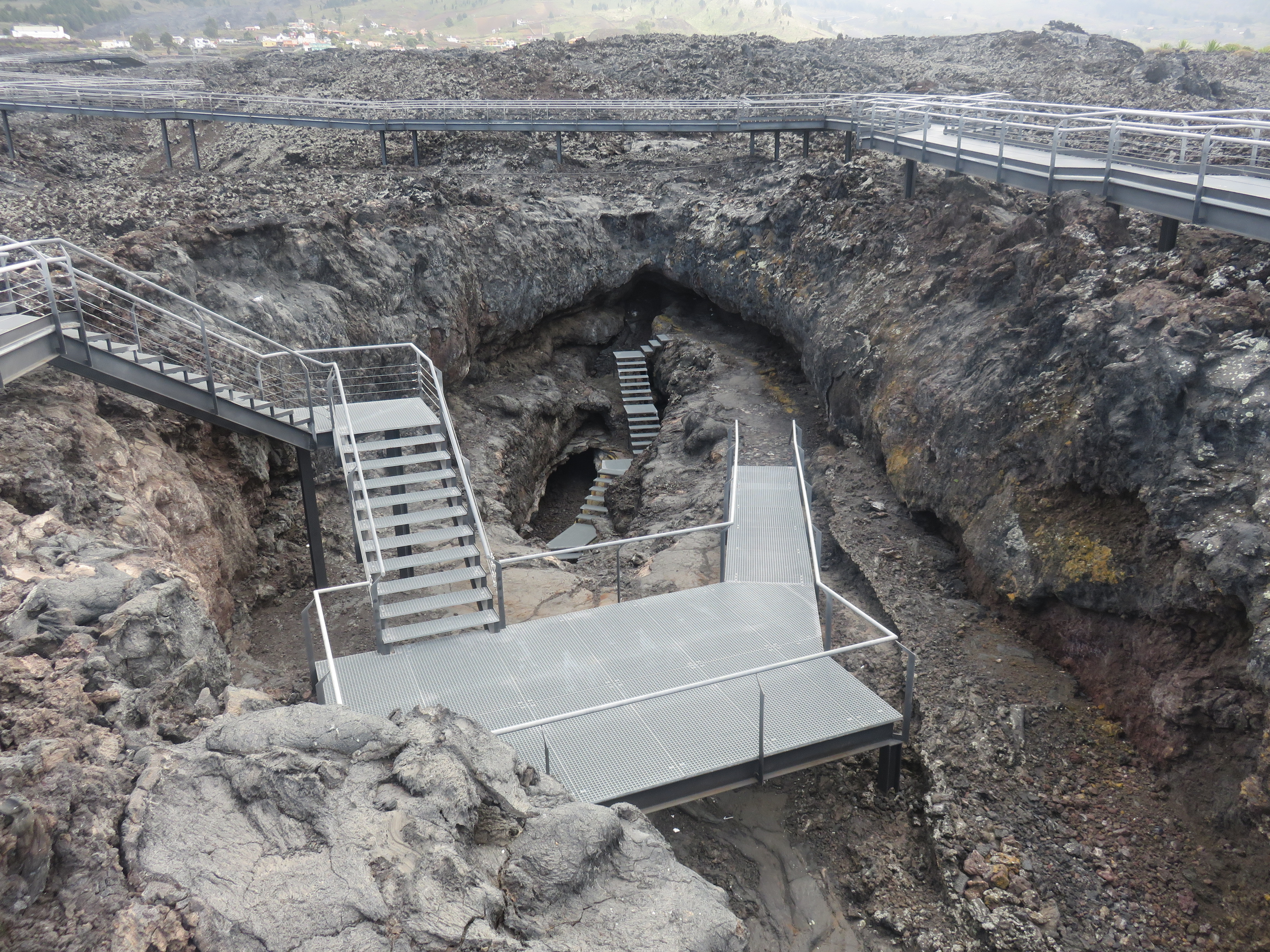
Eingang zur Röhre Todoque II im Malpais de Las Manchas: Aufgestelzter Weg über das Lavafeld und Abstiegstreppen zum Eingang

### Cueva de las Palomas
Im Malpais de Las Manchas genannten mittleren Teil des vom Llano-del-Banco-Vulkan ausgehenden Lavastrom befinden sich begehbare Lavaröhren. Rampen über das Lavafeld und Abstiegstreppen zum Eingang dieser Röhren wurden 2019 erstellt. Das zugehörige Besucherzentrum Centro de interpretation de las cavidades volcanicas Caños de Fuego mit direktem Zugang zu einem kurzen, weiteren Stück Lavaröhre wurde rollstuhlgängig errichtet. Die Lavafläche und ihre -röhren wurden unter der Bezeichnung Malpaís de Las Manchas y Cueva de Las Palomas zu einem Natura-2000-Schutzgebiet erklärt.